# L*u*v* CIE 1976
L'espace chromatique L*u*v* CIE 1976, généralement nommé CIELUV, est un espace de couleur pour la caractérisation des écrans défini par la Commission internationale de l'éclairage (CIE) en 1976, en même temps que l'espace uniforme non linéaire CIE L*a*b* pour la caractérisation des surfaces.
Fondé sur l'espace CIE U′V′W′, défini en même temps à partir de l'espace CIE XYZ (1931), il en abandonne la linéarité afin de figurer plus fidèlement les écarts entre les couleurs perçues par la vision humaine. Il permet la mise en place d'une méthode de mesure des écarts de couleurs.  

## Passage de l'espace CIE XYZ à l'espace CIELUV
Il faut d'abord passer par l'espace CIE U′V′W′ pour calculer les coordonnées {\displaystyle u'} et {\displaystyle v'} :
{\displaystyle u'={4X \over (X+15Y+3Z)}={4x \over (-2x+12y+3)}}
{\displaystyle v'={9Y \over (X+15Y+3Z)}={9y \over (-2x+12y+3)}}
Ensuite, les relations non linéaires pour {\displaystyle L^{*}}, la clarté, et les paramètres {\displaystyle u^{*}} et {\displaystyle v^{*}}, caractérisant la chrominance, sont les suivantes :
| {\displaystyle \displaystyle L^{*}=116f(Y/Y_{n})-16,}   | {\displaystyle \mathrm {o} \mathrm {\grave {u}} ~f(t)={\begin{cases}t^{1/3}&{\mbox{si }}t>({\frac {6}{29}})^{3},\\{\frac {1}{3}}\left({\frac {29}{6}}\right)^{2}t+{\frac {4}{29}}&{\mbox{sinon}}.\end{cases}}} |
| {\displaystyle \displaystyle u^{*}=13L^{*}(u'-u_{n}'),} | {\displaystyle \mathrm {o} \mathrm {\grave {u}} ~f(t)={\begin{cases}t^{1/3}&{\mbox{si }}t>({\frac {6}{29}})^{3},\\{\frac {1}{3}}\left({\frac {29}{6}}\right)^{2}t+{\frac {4}{29}}&{\mbox{sinon}}.\end{cases}}} |
| {\displaystyle \displaystyle v^{*}=13L^{*}(v'-v_{n}'),} | {\displaystyle \mathrm {o} \mathrm {\grave {u}} ~f(t)={\begin{cases}t^{1/3}&{\mbox{si }}t>({\frac {6}{29}})^{3},\\{\frac {1}{3}}\left({\frac {29}{6}}\right)^{2}t+{\frac {4}{29}}&{\mbox{sinon}}.\end{cases}}} |
Les quantités {\displaystyle u'_{n}}, {\displaystyle v'_{n}} et {\displaystyle Y_{n}} se réfèrent au blanc de référence (en général l'illuminant D65). La valeur {\displaystyle Y} représente la luminance :
{\displaystyle \displaystyle Y=L=V'.}
Les grandeurs suivantes peuvent être définies dans l'espace CIELUV :
- le chroma : {\displaystyle C_{uv}^{*}={\sqrt {u^{*2}+v^{*2}}}} ;
- l'angle de teinte : {\displaystyle h_{uv}=\arctan {\frac {v^{*}}{u^{*}}}} ;
- la saturation : {\displaystyle s_{uv}={\frac {C_{uv}^{*}}{L^{*}}}={\sqrt {(u'-u'_{n})^{2}+(v'-v'_{n})^{2}}}}.

## Écart de couleur
Connaissant les propriétés de deux stimulus correspondant à deux couleurs, il est possible d'évaluer l'écart de couleur entre la couleur (1) et la couleur (2) :
{\displaystyle \Delta E_{uv}={\sqrt {(\Delta L^{*})^{2}+(\Delta u^{*})^{2}+(\Delta v^{*})^{2}}}},
avec, si la couleur (1) est prise comme référence :
{\displaystyle \Delta L^{*}=L_{2}^{*}-L_{1}^{*}},
{\displaystyle \Delta u^{*}=u_{2}^{*}-u_{1}^{*}},
{\displaystyle \Delta v^{*}=v_{2}^{*}-v_{1}^{*}}.
D'autres méthodes d'évaluation des écarts de couleur associés à d'autres espaces colorimétriques, CIELAB et ses améliorations, CMC (1984), CIE1994, CIEDE2000 peuvent présenter des résultats différents et parfois jugés plus représentatifs.

## Passage de l'espace CIELUV à l'espace CIE XYZ
On retrouve d'abord les coordonnées {\displaystyle u'} et {\displaystyle v'} dans l'espace colorimétrique CIE U′V′W′ :
| {\displaystyle V'=Y=Y_{n}\cdot f^{-1}\left({\frac {L^{*}+16}{116}}\right),} | {\displaystyle \mathrm {o} \mathrm {\grave {u}} ~f^{-1}(t)={\begin{cases}t^{3}&{\mbox{si }}L^{*}>8,\\3\left({\tfrac {6}{29}}\right)^{2}\left(t-{\tfrac {4}{29}}\right)&{\mbox{sinon}}.\end{cases}}} |
| {\displaystyle u'={\frac {u^{*}}{13L^{*}}}+u_{n}^{'},}                      | {\displaystyle U'=u'\cdot {\frac {V'}{v'}}.} |
| {\displaystyle v'={\frac {v^{*}}{13L^{*}}}+v_{n}^{'},}                      | {\displaystyle W'=(1-u'-v')\cdot {\frac {V'}{v'}}.} |
Ensuite, on retrouve les coordonnées {\displaystyle x} et {\displaystyle y} de l'espace colorimétrique CIE XYZ :
{\displaystyle x={\frac {9u'}{6u'-16v'+12}},}
{\displaystyle y={\frac {4v'}{6u'-16v'+12}}.}
Enfin, on peut obtenir les composantes X, Y et Z :
{\displaystyle X=x\cdot {\frac {Y}{y}},}
{\displaystyle Z=(1-x-y)\cdot {\frac {Y}{y}}.}